# 袁滋
袁滋（749年—818年），字德深，蔡州郎山县（今河南確山縣）人，祖籍陈郡汝南县（今河南汝南）。唐朝官员、书法家。

## 生平
元结内弟，经荐引入仕，授试校书郞，曾拜相，官终湖南观察使。
工书法，《旧唐书》称其“工篆籀书，雅有古法”。书迹传世极少。曾奉命出使南诏，在昭通盐津有其摩崖题记，现为全国重点文物保护单位。
子袁郊。

## 延伸阅读
[在维基数据编辑]
 《舊唐書·卷185下》，出自刘昫《舊唐書》
 《新唐書·卷151》，出自《新唐書》